# Afia Charles
Afia Charles (sinh ngày 22 tháng 7 năm 1992)  là một vận động viên chạy nước rút từ Antigua và Barbuda, người chuyên về đường chạy 400 mét.

## Cuộc sống cá nhân
Charles đến từ Greenbelt, Maryland, Hoa Kỳ nhưng mẹ cô là Ruperta, sinh ra ở Antigua và thi đấu cho quốc gia tại Thế vận hội Mùa hè 1984 ở Los Angeles. Tính đến  năm 2012, Charles cao 5 foot 7 inch (1,70 m). Cô hiện đang theo học tại Đại học Trung tâm Florida (UCF), nơi cô thi đấu cho đội theo dõi và thực địa của Hiệp sĩ UCF.

## Nghề nghiệp
Charles đã đến trường trung học Eleanor Roosevelt, nơi cô đã chiến thắng được Tiếp sức  4 x 400 mét trong Giải vô địch Mỹ năm 2008 tranh tài tại Penn Relays. Vào năm thứ nhất, cô đã giành được huy chương đồng ở nội dung 400 mét tại Thế vận hội CARIFTA 2011 được tổ chức tại Vịnh Montego, Jamaica; Cạnh tranh cho Antigua, cô đặt thời gian cá nhân mới tốt nhất là 54,23 giây. Cô đã phá kỷ lục sinh viên năm nhất và trường học ngoài trời 400 mét, thiết lập thời gian 53,6 giây và là thành viên của Đội tiếp sức  47× 400 mét đã thi đấu tại Giải vô địch điền kinh và điền kinh NCAA dành cho nữ 2011. Trong năm thứ hai, cô đã lập kỷ lục học đường khác bằng cách chạy 54,17 giây trên đường giành huy chương vàng trong 400 mét tại Giải vô địch trong nhà C-USA. Cô được huấn luyện tại UCF bởi Caryl Smith Gilbert.
Vào tháng 7 năm 2011, cô đã được chọn để đại diện cho Antigua và Barbuda tại Thế vận hội Mùa hè 2012 ở nội dung 400 mét nữ. Sự kiện được tổ chức tại sân vận động Olympic từ ngày 3 đến ngày 5 tháng 8. Để chuẩn bị cho Thế vận hội, Charles đã làm việc với Dee Dee Trotter, một vận động viên huy chương vàng Olympic tại Thế vận hội Mùa hè 2004 ở Tiếp sức 4x400 mét, người đã đủ điều kiện tham gia đội tuyển Hoa Kỳ 2012 và là bạn của Smith Gilbert từ thời gian họ ở cùng nhau tại Đại học Tennessee.